# 港湾職業能力開発短期大学校横浜校
港湾職業能力開発短期大学校横浜校（こうわん しょくぎょうのうりょくかいはつ たんきだいがっこう よこはまこう）は、職業能力開発促進法に基づいて独立行政法人高齢・障害・求職者雇用支援機構により設置・運営される職業能力開発短期大学校である。横浜市本牧埠頭に位置する。

## 概要
港湾物流業（港湾運送業）に従事する人材育成を目的とし、この業界に多くの卒業生を送り出している。オランダのハーバートレーニングスクールをモデルとして設立され、海国日本を支える施設の一つである。
愛称としては港湾、物流関係者の間では港湾カレッジ、地名をつけて横浜港湾カレッジと呼ぶことが一般的だが、職業能力開発短期大学校（愛称：ポリテクカレッジ）の一つであるので、港湾カレッジ横浜港（よこはまみなと）と呼ぶこともある。
高齢・障害・求職者雇用支援機構が運営する港湾関係の施設としては、他に、神戸港には港湾職業能力開発短期大学校神戸校（愛称：ポリテクカレッジ神戸港）、大阪港には関西職業能力開発促進センター大阪港湾労働分所（愛称：ポリテクセンター大阪港）、名古屋港には中部職業能力開発促進センター名古屋港湾労働分所（愛称：ポリテクセンター名古屋港）がある。また、財団法人港湾労働安定協会は、愛知県豊橋市において港湾技能研修センターを運営する。

### 所在地
- 〒231-0811　神奈川県横浜市中区本牧ふ頭1番地

## 沿革
- 1972年（昭和47年）4月　神奈川総合高等職業訓練校横浜分校として開校する。（オランダロッテルダムから使節も来日する)
- 1988年（昭和63年）港湾職業能力開発短期大学校横浜校となる。

高等職業訓練校の時代より、港湾労働の高度化にあわせ2年制コースを実施しており、当時から横浜港湾カレッジと呼ばれていた。

## 訓練科
- 専門課程（2年制）
  - 港湾流通科
  - 物流情報科
  - 港湾ロジスティクス科（10月入校、若年（30歳以下）未就労者対象、日本版デュアルシステム採用）

文部科学省所管外の公共職業能力開発施設のため、卒業生は一般の大学への編入学が認められない。
なお、平成21年度から、これまで無料だった入学金（入校料と呼ばれる）169,200円が必要となる（港湾ロジスティクス科を除く）。

## 在職者訓練
2009年4月現在、在職者訓練として、物流関係の能力開発セミナー（高度職業訓練の専門短期課程）を実施している。

## その他
校舎はテレビドラマや映画のロケ地としても使用されており、これまでに『あいつがトラブル』『俺たちルーキーコップ』『あぶない刑事リターンズ』などで、主に警察署の外観として登場している。